# Astra (mitología)
En la religión hinduista, un astra era un arma sobrenatural, la cual era utilizada por una deidad específica. Conjurarla o utilizarla requería del conocimiento de un mantra o invocación. La deidad invocada bendecía entonces al arma, haciendo imposible bloquearla por medios comunes. Cada astra tenía unas condiciones específicas de uso; la violación de estas condiciones podría llegar a ser fatal. Debido al poder de estas armas, su conocimiento pasaba de maestro a discípulo de manera exclusivamente oral, y solo después de verificar que el estudiante era de buen carácter. En ciertos astras, el conocimiento de su mantra era insuficiente: tenían que ser recibidos directamente de la mano de la deidad propietaria.

## Nombre sánscrito
- astra, en el sistema AITS (alfabeto internacional para la transliteración del sánscrito).[1]
- अस्त्र, en escritura devanagari del sánscrito.[1]
- Pronunciación:
  - /astrá/ en sánscrito[1] o bien
  - /ástra/ en varios idiomas modernos de la India (como el bengalí, el hindí, el maratí o el palí).
- Etimología: desconocida.[1] Es cognada del griego antiguo ἄστρον (astrón) y de ἀστήρ (astér): ‘astro’.[1]

## Descripción de los astras
Los astras juegan un rol importante en el Ramaiana y el Majabhárata (textos épicorreligiosos del siglo III a. C.), en donde son utilizados en las grandes batallas. Son utilizadas por arqueros como Rama, Lakshman, Meghnad, Karna, Bhishma, etc. Los astras eran generalmente invocados dentro de flechas pero en teoría pueden ser utilizados con cualquier cosa: por ejemplo, el malvado guerrero Asuatama susurró un mantra en una brizna de hierba para convertirla en el brahmastra, el arma más poderosa del universo.

## Astras
Los siguientes astras se mencionan en el Ramaiana y el Majabhárata:
| Astra               | Dios regente                               | Efectos |
| ------------------- | ------------------------------------------ | --- |
| Brahmastra          | Brahmá, el creador                         | Destruye ejércitos de un solo golpe y puede contrarrestar a la mayoría de los astras. El arma causa graves daños colaterales ya que la tierra se vuelve estéril y toda la vida de esa área deja de existir. El Ramayana señala que esta arma se utilizó en la zona de Rajastán lo cual hizo que surgiera el Desierto de Thar. Es el equivalente mítico de las armas nucleares modernas. |
| Pashupatastra       | Pashupati (Shiva), el destructor           | Conjura a una enorme cantidad de monstruos y a un espíritu que personifica al arma como tal. Cada vez que se utiliza su cabeza es diferente. Este astra tiene que ser obtenido directamente del dios Shiva. |
| Vashra              | Indra, dios del clima                      | El objetivo es golpeado por el mortal relámpago de Indra. |
| Agneiastra          | Agni, dios del fuego                       | El arma emite llamas que no se pueden extinguir por medios comunes. |
| Asurastra           | Asuras (demonios)                          | |
| Bhargavastra        | Bhargava                                   | Parashurama ―que pertenecía al clan Bhárgava― le entregó este astra a Karna, quien le causó gran daño al ejército de los Pándavas (hermanos de Karna). Este astra posee la habilidad de arquero de Parashurama. Podía generar una lluvia de armas más poderosas que las del indrastra y podía romper cualquier formación militar y cortar a través de las defensas del enemigo.         |
| Bhaumastra          | Bhumi, diosa de la tierra                  | |
| Brahmashira         | Brahmá, el Creador                         | Capaz de matar a cualquier deva. El malvado Ashwatthama la utilizó contra Parikshit (el único heredero vivo de los Pándavas). Es más fuerte que el brahmastra. |
| Devastra            | Devas                                      | Equivalente mítico de los misiles militares modernos. |
| Indrastra           | Indra, dios del clima                      | Genera una lluvia de flechas de madera desde el cielo. |
| Kshetrapalastra     | Bhairava, dios del miedo                   | Ahuyenta a los espíritus negativos (como bhutas, pretas, raksasas, pisachas) de una zona de trabajo |
| Maheshwarastra      | Majéshuara (Shiva), el destructor          | Contiene el poder del tercer ojo de Shiva. Dispara un rayo que hace que cualquier dios quede reducido a cenizas. Infalible. |
| Manavastra          | Manu, padre de la raza humana              | |
| Nagapaasha          | Nagas                                      | Al hacer impacto el objetivo queda atrapado por serpientes venenosas, en el Ramaiana fue utilizada por Indrayit (el hijo de Rávana) contra el dios Rama y su hermano Lakshmana). |
| Vaivaiastra         | Vaiu, dios del viento                      | Crea una huracán que puede destruir a cualquier ejército |
| Nagastra            | Nagas                                      | Esta arma infalible toma la forma de una serpiente mortífera. |
| Naraianastra        | Naraiana (Visnú), el preservador           | Crea lluvias de flechas y discos. El poder del astra se incrementa cuanto más se le resiste. Se tiene que obtener directamente de Visnú y solo puede usarse una vez. Si llega a ser utilizada por segunda vez todo efecto recae sobre su dueño. |
| Parvatastra         | Parvati                                    | Hace que una montaña (parvata) caiga de los cielos |
| Pragñastra          | Mojini, avatar de Visnú con forma de mujer | Disipa cualquier forma de maia o brujería. |
| Sammohana/Pramohana |                                            | Hace que un grupo de personas entre en un trance de locura. |
| Suriastra           | Suria, dios del sol                        | Crea una luz resplandeciente que disipa toda oscuridad y seca cualquier cuerpo de agua. |
| Twashtar            | Tuastri, el arquitecto celestial           | Confunde a los enemigos y hace que se ataquen entre ellos |
| Vaisnavastra        | Visnú, el preservador                      | Infalible, destruye a cualquier objetivo independientemente de su naturaleza. Este astra tiene que ser obtenido directamente de Visnú. |
| Varunapasha         | Varuna                                     | Un poderoso lazo (pasha) del que ningún dios puede escapar. |
| Varunastra          | Varuna, dios del agua                      | El arma genera volúmenes torrenciales de agua. Se utiliza a menudo para contrarrestar al agneiastra, apagándolo. |